# Condamineeae
A Condamineeae a tárnicsvirágúak (Gentiales) rendjébe sorolt buzérfélék (Rubiaceae) családjában a mügefűformák (Ixoroideae) alcsalád egyik nemzetségcsoportja 31 nemzetség több mint 300 fajával.

## Származásuk, elterjedésük
A fajok többsége Közép- és Dél-Amerika trópusi tájain honos, de néhányuk Kelet-Ázsiában él.

## Megjelenésük, felépítésük
Az egyes nemzetségek, fajok megjelenése meglehetősen változatos. hogy közös alaktani ismérveik nem állapíthatók meg. A taxon elkülönítése csak DNS-vizsgálatokkal, molekuláris genetikai alapon oldható meg.
Jellemzően lágyszárúak, de az egyetlen, Európában is megtalálható faj (Emmenopterys henryi) egy 17 m magasra növő fa.

## Nemzetségek
- Alseis Schott (18 faj) — Dél-Mexikótól a trópusi Amerika déli részéig
- Bathysa C.Presl (10 faj) — a trópusi Amerika déli részén
- Bothriospora Hook.f. (1 faj) — a trópusi Amerika déli részén
- Calycophyllum DC. (11 faj) — Mexikótól a trópusi Amerikáig
- Capirona Spruce (1 faj) — a trópusi Amerika déli részén
- Chimarrhis Jacq. (15 faj) — a trópusi Amerikában
- Condaminea DC. (5 faj) — a trópusi Amerika középső és déli részén
- Dialypetalanthus Kuhlm. (1 sp.) — Dél-Amerika trópusi tájain
- Dioicodendron Steyerm. (1 faj) — az Andokban
- Dolichodelphys K.Schum. & K.Krause (1 faj) — Venezuela, Kolumbia, Ecuador, Peru
- Dolicholobium A.Gray (28 faj) — Közép-Maléziától a Csendes-óceán déli szigeteiig
- Elaeagia Wedd. (25 faj) — Mexikótól a trópusi Amerikáig
- Emmenopterys Oliv. (2 faj) — Kína, Burma, Thaiföld, Vietnám
- Ferdinandusa Pohl (24 faj) — a trópusi Amerikában
- Hippotis Ruiz & Pav. (12 sp.) — a trópusi Amerika középső és déli részén
- Macbrideina Standl. (1 faj) — Kolumbia, Ecuador, Peru
- Macrocnemum P.Browne (6 faj) — a trópusi Amerikában
- Mastixiodendron Melch. (7 faj) — a Maluku-szigeteken, a Bismarck-szigeteken, Pápua Új-Guineában, a Salamon-szigeteken és a Fidzsi-szigeteken
- Mussaendopsis Baill. (3 faj) — Maléziában
- Parachimarrhis Ducke (1 faj) — a trópusi Amerika déli részén
- Pentagonia Benth. (37 faj) — a trópusi Amerika középső és déli részén
- Picardaea Urb. (1 faj) — a Karib-térségben
- Pinckneya Michx. (1 faj) — az U.S.A. délkeleti részén
- Pogonopus Klotzsch (3 faj) — a trópusi Amerikában
- Rustia Klotzsch (17 faj) — a trópusi Amerikában
- Schizocalyx Wedd. (9 sp.) — Costa Ricától a trópusi Amerika déli részéig
- Simira Aubl. (44 sp.) — Mexikótól a trópusi Amerika déli részéig
- Sommera Schltdl. (10 sp.) — Mexikótól Peruig
- Tammsia H.Karst. (1 sp.) — Dél-Amerika nyugati részétől Venezueláig
- Warszewiczia Klotzsch (8 sp.) — a trópusi Amerikában
- Wittmackanthus Kuntze (1 sp.) — Panamától a trópusi Amerika déli részéig

## Fordítás
- Ez a szócikk részben vagy egészben  a   Condamineeae című angol Wikipédia-szócikk ezen változatának fordításán alapul.  Az eredeti cikk szerkesztőit annak laptörténete sorolja fel. Ez a jelzés csupán a megfogalmazás eredetét és a szerzői jogokat jelzi, nem szolgál a cikkben szereplő információk forrásmegjelöléseként.